# Juan Pedevilla
Juan Carlos Pedevilla (* 6. Juni 1909 in Buenos Aires; † 2005) war ein argentinischer Fußballspieler. Der Abwehrspieler nahm an der Fußball-Weltmeisterschaft 1934 teil.

## Karriere

### Verein
Juan Pedevilla spielte von 1927 bis 1934 für Estudiantil Porteño. Von Juli bis August 1931 lief er für vier Spiele für Ferro Carril Oeste auf.

### Nationalmannschaft
Pedevilla wurde von Nationaltrainer Filippo Pascucci in den Kader der Nationalmannschaft für die Weltmeisterschaft 1934 in Italien berufen. Dort kam er im ersten und gleichzeitig letzten Turnierspiel der Albiceleste bei der 2:3-Niederlage im Achtelfinale gegen Schweden zum Einsatz.